# Vorsø Kalv
Vorsø Kalv ist eine kleine unbewohnte dänische Insel im Horsens Fjord, unmittelbar südwestlich der deutlich größeren Insel Vorsø gelegen. Bis 1970 gehörte Vorsø Kalv zum Kirchspiel Søvind (Søvind Sogn in der Harde Voer Herred im damaligen Skanderborg Amt), danach zur Gedved Kommune im damaligen Vejle Amt, die seit der Kommunalreform zum 1. Januar 2007 in der Horsens Kommune in der Region Midtjylland aufgegangen ist.